# إدوارد هارتمان
إدوارد هارتمان (بالإنجليزية: Edward Hartman)‏ (10 مارس 1899 – 1974) هو ملاكم أمريكي راحل، مثّل بلاده في الألعاب الأولمبية الصيفية 1920.

## روابط خارجية
إدوارد هارتمان على موقع أوليمبيديا (الإنجليزية)